# Savoillan
Savoillan est une commune française, située dans le département de Vaucluse en région Provence-Alpes-Côte d'Azur.

## Géographie
Commune du nord du département dont le village est semi-perché sur les contreforts du mont Ventoux avec en limite nord de la commune le département de la Drôme.
Vaison-la-Romaine, la petite ville du secteur, est à 36 km à l'ouest.
| Brantes | Brantes   |                   |
| Brantes | Savoillan | Reilhanette Drôme |
|         | Aurel     |                   |

### Accès
En bordure du Toulourenc, au cœur de la vallée, la route départementale 40 traverse la commune sur un axe est-ouest. De cette route démarre la route départementale 41 qui passe au nord sur la hauteur pour rejoindre la commune de Brantes.
La commune est traversée par plusieurs sentiers de grande randonnée, et sert de point de départ pour des randonnées sur sentiers balisés.

### Relief
Le village est semi-perché entre 500 et 530 mètres d'altitude sur le versant septentrional du mont Ventoux, lieu classé « réserve de biosphère » par l'UNESCO depuis 1994, jusqu'à 1 389 mètres au nord du Gros Collet.
Au nord, une vallée plus ou moins large où coule le Toulourenc (d'où le nom de « vallée du Toulourenc ») puis par delà la vallée du Toulourenc, le relief remonte vers la Drôme jusqu'à 974 mètres.

### Géologie
Le Mont Ventoux est constitué de calcaires urgoniens blanchâtres massifs, d'âge crétacé inférieur, et très clairs (d'où l'impression d'un sommet enneigé). Son importante élévation vient de la compression due à la formation de la chaîne pyrénéo-provençale, aujourd'hui disparue. Cette compression a bombé et fait chevaucher les roches de la montagne sur les terrains plus au nord, durant le crétacé supérieur et le début du tertiaire.
La vallée du Toulourenc a un sol du quaternaire composé de dépôts fluviatiles, colluvions et éboulis.

### Hydrographie
Plusieurs ruisseaux le long des pentes du mont Ventoux.
Passage du Toulourenc au bas du village.

### Climat
Pour des articles plus généraux, voir Climat de Provence-Alpes-Côte d'Azur et Climat de Vaucluse.
En 2010, le climat de la commune est de type climat méditerranéen altéré, selon une étude du Centre national de la recherche scientifique s'appuyant sur une série de données couvrant la période 1971-2000. En 2020, Météo-France publie une typologie des climats de la France métropolitaine dans laquelle la commune est exposée à un climat de montagne ou de marges de montagne et est dans la région climatique  Provence, Languedoc-Roussillon, caractérisée par une pluviométrie faible en été, un très bon ensoleillement (2 600 h/an), un été chaud (21,5 °C), un air très sec en été, sec en toutes saisons, des vents forts (fréquence de 40 à 50 % de vents > 5 m/s) et peu de brouillards. 
Pour la période 1971-2000, la température annuelle moyenne est de 11,9 °C, avec une amplitude thermique annuelle de 17,5 °C. Le cumul annuel moyen de précipitations est de 966 mm, avec 6,7 jours de précipitations en janvier et 4,4 jours en juillet. Pour la période 1991-2020, la température moyenne annuelle observée sur la station météorologique de Météo-France la plus proche, « Buis-Baronnies », sur la commune de Buis-les-Baronnies à 13 km à vol d'oiseau, est de 14,1 °C et le cumul annuel moyen de précipitations est de 792,8 mm. 
La température maximale relevée sur cette station est de 44 °C, atteinte le 28 juin 2019 ; la température minimale est de −10,2 °C, atteinte le 20 décembre 2001,,. 
Les paramètres climatiques de la commune ont été estimés pour le milieu du siècle (2041-2070) selon différents scénarios d'émission de gaz à effet de serre à partir des nouvelles projections climatiques de référence DRIAS-2020. Ils sont consultables sur un site dédié publié par Météo-France en novembre 2022.

## Urbanisme

### Typologie
Au 1er janvier 2024, Savoillan est catégorisée commune rurale à habitat très dispersé, selon la nouvelle grille communale de densité à sept niveaux définie par l'Insee en 2022.
Elle est située hors unité urbaine et hors attraction des villes,.

### Occupation des sols
L'occupation des sols de la commune, telle qu'elle ressort de la base de données européenne d’occupation biophysique des sols Corine Land Cover (CLC), est marquée par l'importance des forêts et milieux semi-naturels (87,2 % en 2018), une proportion sensiblement équivalente à celle de 1990 (87,9 %). La répartition détaillée en 2018 est la suivante : 
forêts (66,3 %), milieux à végétation arbustive et/ou herbacée (19,2 %), terres arables (9,6 %), zones agricoles hétérogènes (3,2 %), espaces ouverts, sans ou avec peu de végétation (1,8 %). L'évolution de l’occupation des sols de la commune et de ses infrastructures peut être observée sur les différentes représentations cartographiques du territoire : la carte de Cassini (XVIIIe siècle), la carte d'état-major (1820-1866) et les cartes ou photos aériennes de l'IGN pour la période actuelle (1950 à aujourd'hui).

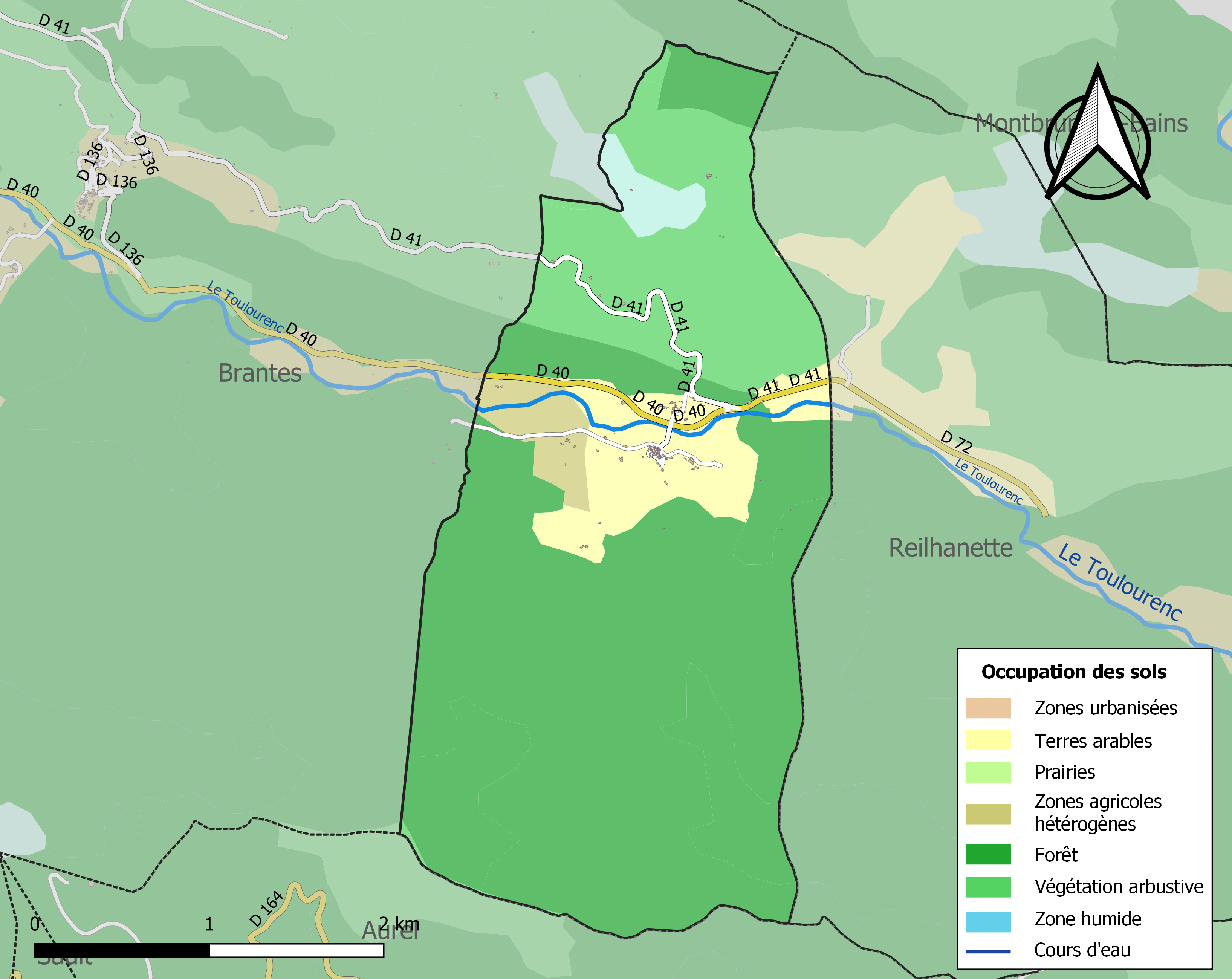
Carte des infrastructures et de l'occupation des sols de la commune en 2018 (CLC).

## Histoire
Mentionné au XIIIe siècle : Saollanum.
Communauté territoriale jusqu'au XVIe, avec Brantes et Saint-Léger-du-Ventoux.
Co-seigneurie qui échut aux Vincent jusqu'à la Révolution

### Héraldique
| Blason de Savoillan | Les armes peuvent se blasonner ainsi : D'azur à la cigogne d'argent becquée de gueules et tenant dans son bec un serpent de sinople, sur une terrasse du même, accompagnée en chef de trois étoiles d'or. |

## Politique et administration

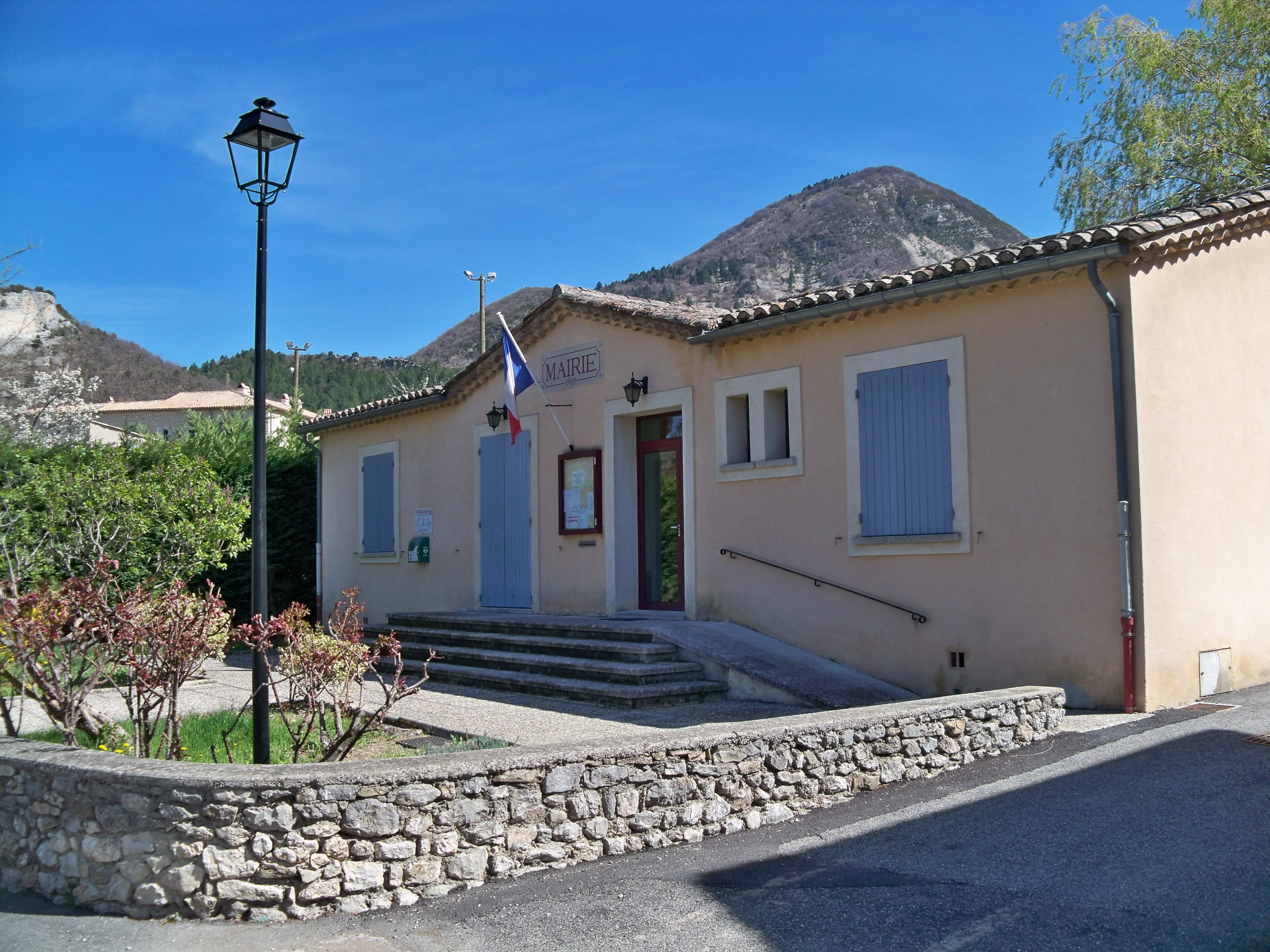
Mairie de Savoillan.

| Période                                  | Période   | Identité        | Étiquette     | Qualité |
| ---------------------------------------- | --------- | --------------- | ------------- | ------- |
| mars 1977                                | mars 2001 | René Veux       | Apparenté PCF |         |
| mars 2001                                | en cours  | Thierry Thibaud |               |         |
| Les données manquantes sont à compléter. |           |                 |               |         |

### Intercommunalité
La commune fait partie de la Communauté de communes Vaison Ventoux, qui fait elle-même partie du syndicat mixte d'aménagement de l'Aygues et du syndicat mixte d'aménagement du bassin de l'Ouvèze (SIABO).

## Démographie
L'évolution du nombre d'habitants est connue à travers les recensements de la population effectués dans la commune depuis 1793. Pour les communes de moins de 10 000 habitants, une enquête de recensement portant sur toute la population est réalisée tous les cinq ans, les populations de référence des années intermédiaires étant quant à elles estimées par interpolation ou extrapolation. Pour la commune, le premier recensement exhaustif entrant dans le cadre du nouveau dispositif a été réalisé en 2007.

En 2022, la commune comptait 74 habitants, en évolution de +5,71 % par rapport à 2016 (Vaucluse : +1,73 %, France hors Mayotte : +2,11 %).
| 1793 | 1800 | 1806 | 1821 | 1831 | 1836 | 1841 | 1846 | 1851 |
| ---- | ---- | ---- | ---- | ---- | ---- | ---- | ---- | ---- |
| 219  | 162  | 251  | 284  | 280  | 268  | 286  | 287  | 262  |

| 1856 | 1861 | 1866 | 1872 | 1876 | 1881 | 1886 | 1891 | 1896 |
| ---- | ---- | ---- | ---- | ---- | ---- | ---- | ---- | ---- |
| 233  | 270  | 291  | 287  | 272  | 225  | 225  | 204  | 199  |

| 1901 | 1906 | 1911 | 1921 | 1926 | 1931 | 1936 | 1946 | 1954 |
| ---- | ---- | ---- | ---- | ---- | ---- | ---- | ---- | ---- |
| 164  | 163  | 153  | 127  | 115  | 88   | 89   | 85   | 84   |

| 1962 | 1968 | 1975 | 1982 | 1990 | 1999 | 2006 | 2007 | 2012 |
| ---- | ---- | ---- | ---- | ---- | ---- | ---- | ---- | ---- |
| 85   | 52   | 56   | 59   | 49   | 79   | 97   | 100  | 86   |

| 2017 | 2022 | - | - | - | - | - | - | - |
| ---- | ---- | - | - | - | - | - | - | - |
| 63   | 74   | - | - | - | - | - | - | - |

## Économie

### Agriculture

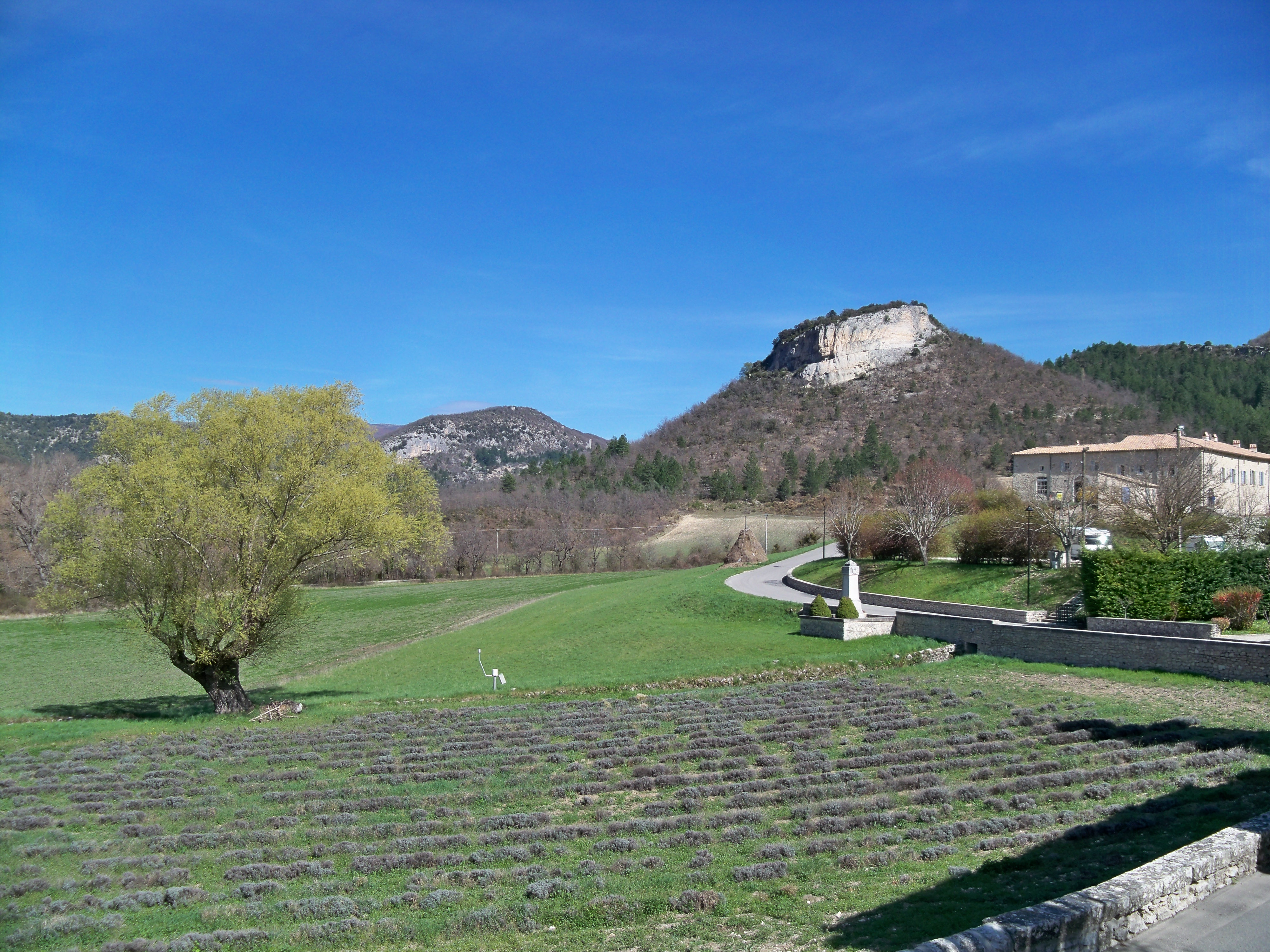
Champs de lavande aux portes du village.

Un très petit village vivant d'un peu de tourisme, d'élevage (« agneau du Ventoux »), truffes, et de cultures de lavande et épeautre.
Ferme expérimentale (Saint Agricole, XVIIe), jardin conservatoire, plantes aromatiques et médicinales, boutique, sentier botanique.

### Commerce

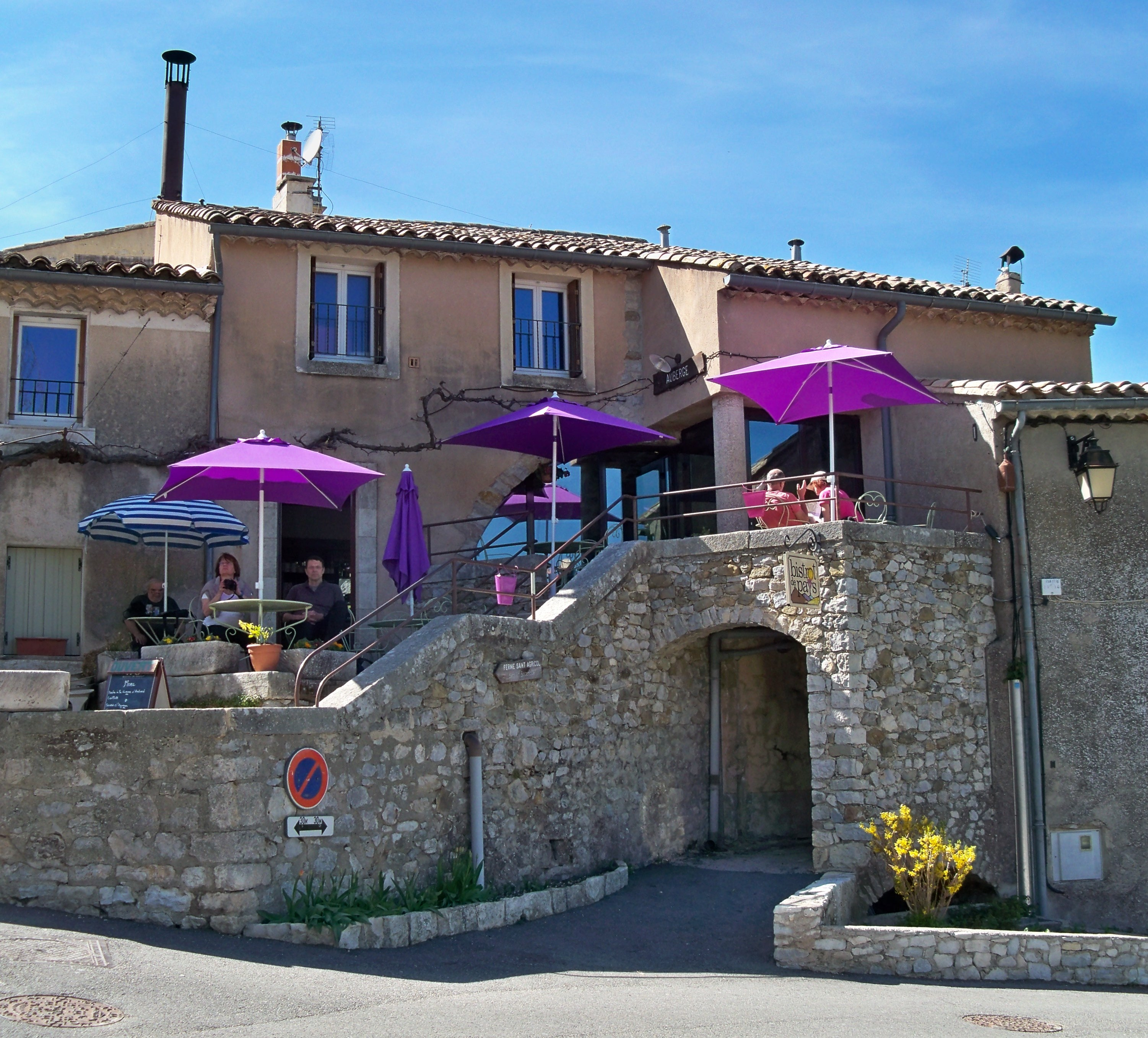
Bistrot de Pays de Savoillan.

L'Auberge de Savoillan, qui porte le label Bistrot de Pays, adhère à une charte dont le but est de « contribuer à la conservation et à l’animation du tissu économique et social en milieu rural par le maintien d’un lieu de vie du village ».

## Vie locale

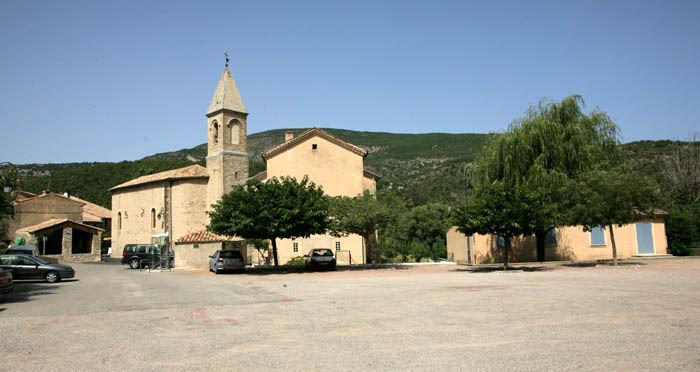
La place de la mairie avec en fond l'église jouxtant l'école et la mairie à droite.

La Communauté de communes Vaison Ventoux se charge de la collecte et du traitement des déchets des ménages et déchets assimilés.
Le village possède une petite boulangerie qui cuit son pain à l'ancienne au feu de bois.
Pas de pharmacie ni d'équipement particulier de santé.

### Enseignement
Le village de Savoillan possède une ancienne école (les enfants sont scolarisés à Brantes) située en bordure du vieux village, à côté de la mairie, proche de l'aire de jeux.

### Sports
Pas d'équipement collectif particulier hormis les chemins de randonnées, les aménagements divers aux abords du Toulourenc, et une aire de jeux (toboggans, balançoires, sable et terrains de boules).
Sports pratiqués : chasse, pêche, randonnées pédestres et randonnées VTT.

### Cultes
C'est un village de tradition catholique (église paroissiale et cimetière) dépendant du diocèse d'Avignon.

### Environnement
La commune est incluse dans la zone de protection Natura 2000 « l'Ouvèze et le Toulourenc », sous l'égide du ministère de l'Écologie, de la DREAL Provence-Alpes-Côte-d'Azur, et du MNHN (Service du Patrimoine Naturel).

## Lieux et monuments

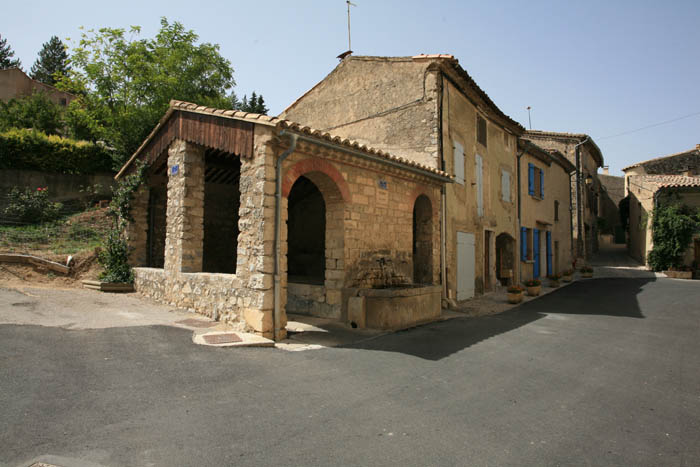
Le lavoir.

Savoillan est un bourg aux ruelles en calades et aux maisons en pierre.
- Église paroissiale Saint-Agricol,
- Lavoir,
- Aire de pique-nique et de jeux,
- Ferme Saint-Agricol du XVIe siècle,
- Pont sur le Toulourenc,
- Plusieurs bois, principalement composés de chênes, hêtres et pins.